# Sammy Davis jr.
Samuel George Davis, beter bekend als Sammy Davis jr. (New York, 8 december 1925 – Beverly Hills, 16 mei 1990), was een veelzijdige Amerikaanse entertainer. Hij danste, zong, speelde vibrafoon, trompet en slagwerk, acteerde en imiteerde.

## Biografie
Sammy Davis jr. werd in de New Yorkse wijk Harlem geboren als de zoon van Elvera Sanchez, een Puerto Ricaanse Amerikaanse, en Sammy Davis sr., een Afro-Amerikaan. Zijn ouders waren beiden variétédansers. Hij werd opgevoed door zijn grootmoeder van vaders zijde. Toen hij drie jaar oud was, scheidden zijn ouders.
Zijn vader, die de zeggenschap over zijn zoon niet wilde verliezen, nam hem mee op reis. Zo leerde Davis jr. dansen van zijn vader en zijn "oom" Will Mastin, die de dansgroep leidde waar Davis sr. bij werkte. Davis jr. sloot zich als jong kind aan bij de act, waarmee het Will Mastin Trio een feit werd.
Mastin en Davis sr. beschermden Davis jr. tegen racisme. Racistische opmerkingen werden "vertaald" als uitingen van bijvoorbeeld jaloezie, maar tijdens de Tweede Wereldoorlog, waarin Davis jr. in het Amerikaanse leger diende, werd hij voor het eerst met sterke raciale vooroordelen geconfronteerd. Later zei hij hierover: "Binnen een dag was de hele wereld anders. Er was niet één kleur meer. Ik zag dat mijn vader en Will mij al mijn hele leven beschermden. Ik waardeerde hun hoop tegen beter weten in dat ik nooit vooroordelen en haat zou kennen, maar zij hadden het bij het verkeerde eind. Het was alsof ik achttien jaar door een draaideur had gelopen, een deur die zij altijd in het geheim open hadden gehouden."
Tijdens zijn dienst sloot hij zich aan bij een entertainmentgroep en vond dat door de schijnwerpers het vooroordeel verdween. "Mijn talent was het wapen, de kracht en de manier voor mij om te vechten. Het was de manier waarop ik denkwerelden zou kunnen beïnvloeden", zei hij. Na de voltooiing van zijn dienst voegde hij zich weer bij Will en zijn vader en dansten zij met toenemend succes.
In 1954 raakte Davis jr. betrokken bij een auto-ongeval dat voor hem blijvende gevolgen zou hebben. Door de aanrijding kwam hij hard met zijn hoofd tegen het stuur van zijn Cadillac terecht en de eivormige toeterknop op het stuur veroorzaakte een ernstige verwonding aan zijn oog. Vanwege de rassenscheiding destijds weigerde een aantal ziekenhuizen hem op te nemen en duurde het 45 minuten vooraleer hij behandeld kon worden, waardoor hij zijn oog verloor. Hij zou 6 maanden lang een ooglapje dragen en uiteindelijk kreeg hij een glazen oog.
Toen Davis jr. in het ziekenhuis lag, verdiepte hij zich in het jodendom en enkele jaren later, in 1961, bekeerde hij zich.
In 1955 kwam zijn tweede album uit. Een belangrijke ontwikkeling in zijn carrière kwam in 1956, toen hij de hoofdrol speelde in de Broadwayshow Mr. Wonderful.
In 1959 was Davis jr. een van de medeoprichters van de Rat Pack, een groep topacteurs die door zijn oude vriend Frank Sinatra werd geleid en verder bestond uit Dean Martin, Joey Bishop en Peter Lawford (zwager van de vermoorde president John F. Kennedy). Deze Rat Pack speelde samen in een aantal films en gaf geregeld optredens in het toen nog vrij onbekende Las Vegas, dat mede daardoor uitgroeide tot een toeristische trekpleister.
Davis jr. weigerde voortaan om in zalen te werken waar rassenscheiding nog van kracht was. Zijn eisen leidden er uiteindelijk toe dat deze werd opgeheven in de nachtclubs in Miami Beach en de casino's in Las Vegas.
In 1960 veroorzaakte Davis jr. controverse toen hij de (blanke) in Zweden geboren actrice May Britt huwde. Op dat ogenblik waren gemengde huwelijken nog verboden in 31 van de 50 Amerikaanse staten (pas in 1967 werden die wetten afgeschaft door het Federaal Hooggerechtshof). Het paar had één dochter en adopteerde twee zonen. Zij scheidden in 1968. Nog datzelfde jaar begon Davis jr. uit te gaan met Altovise Gore, een danseres in een van zijn shows. Zij werden in 1970 getrouwd door dominee Jesse Jackson en bleven samen tot Davis jr.'s overlijden in 1990.
In 1966 kreeg Davis jr. een eigen tv- en talkshow, The Sammy Davis jr. Show, maar daarna ging het stilaan bergafwaarts met zijn carrière.
Een laatste hoogtepunt kwam er in 1972, met de nr. 1-hit The Candy Man, waarna zijn succes beperkt bleef tot de lucratieve optredens in Las Vegas.
In Japan verscheen Davis jr. nog in televisiereclamespots voor koffie.
In zijn autobiografie beschrijft Davis jr. zijn levensstijl die alcohol, cocaïne en vrouwen omvatte, en zijn financiële problemen. Hij stierf in 1990 in Beverly Hills, Californië, aan complicaties van keelkanker. Davis jr. ligt begraven in het Forest Lawn Memorial Park Cemetery in Glendale, Californië.

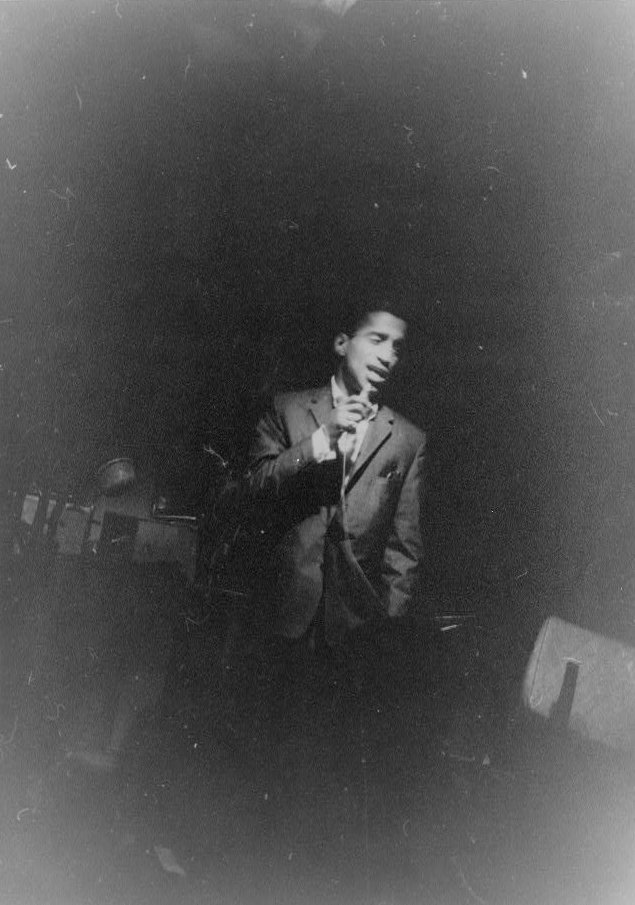
Sammy Davis in 1956 (foto: Carl Van Vechten)

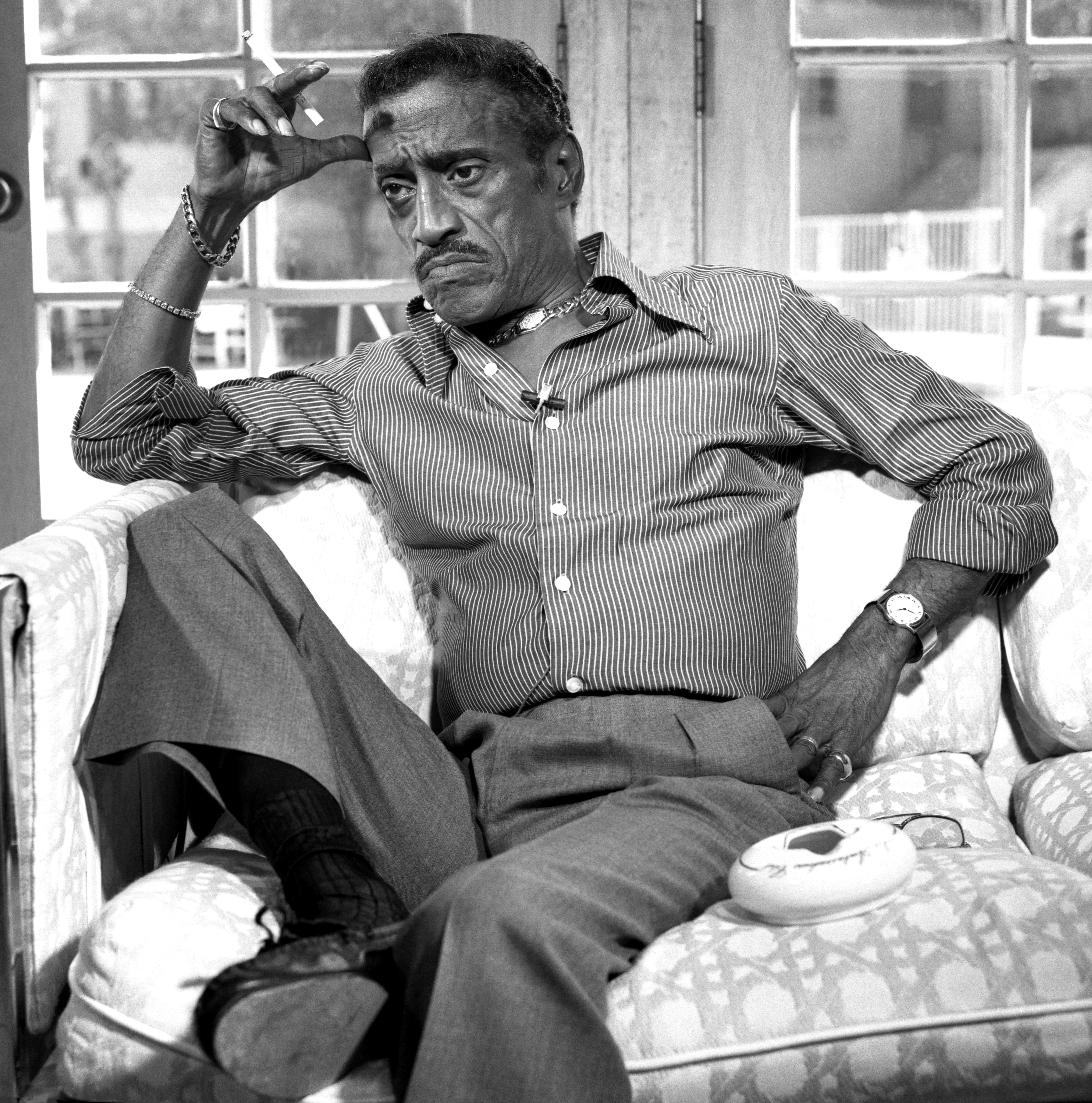
Sammy Davis jr. in 1986

## Filmografie
- Rufus Jones for President (1933) - Rufus Jones
- Seasoned Greetings (1933) - Henry Johnson, klant in winkel
- Sweet and Low (1947) - Lid van het Will Mason Trio
- General Electric Theater (televisieserie) - Soldaat Spider Johnson (afl. Auf Wiedersehen, 1958)
- Anna Lucasta (1959) - Danny Johnson
- Porgy and Bess (1959) - Sportin' Life
- Zane Grey Theater (televisieserie) - Korporaal Smith (afl. Mission, 1959)
- General Electric Theater (televisieserie) - Jacob Johnson (afl. The Patsy, 1960)
- Ocean's Eleven (1960) - Josh Howard
- General Electric Theater (televisieserie) - Pancho Villa III (afl. Memory in White, 1961)
- Lawman (televisieserie) - Willie Shay (afl. Blue Boss and Willie Shaw, 1961)
- Frontier Circus (televisieserie) - Cara (afl. Coals of Fire, 1962)
- Hennesey (televisieserie) - Cannonball Pipper (afl. Tight Quarters, 1962)
- Sergeants 3 (1962) - Jonah Williams
- The Rifleman (televisieserie) - Tip Corey (afl. Two Ounces of Tin, 1962)
- The Dick Powell Show (televisieserie) - Gabe Masters (afl. The Legend, 1962)
- Three Penny Opera (1962) - Balladezanger
- 77 Sunset Strip (televisieserie) - Kid Pepper (afl. The Gang's All Here, 1962)
- Convicts 4 (1962) - Wino
- The Rifleman (televisieserie) - Wade Randall (afl. The Most Amazing Man, 1962)
- General Hospital (televisieserie) - Eddie Phillips (afl. onbekend, 1963)
- Of Love and Desire (1963) - Zanger van Katherine's Theme tijdens de aftiteling
- Johnny Cool (1963) - Educated
- Ben Casey (televisieserie) - Allie Burns (afl. Allie, 1963)
- Burke's Law (televisieserie) - Cordwainer Bird (afl. Who Killed Alex Debbs?, 1963)
- Robin and the 7 Hoods (1964) - Will
- Nightmare in the Sun (1965) - Vrachtwagenchauffeur
- Licensed to Kill (1965) - Zanger tijdens aftiteling (Niet op aftiteling)
- Alice in Wonderland or What's a Nice Kid Like You Doing in a Place Like This? (televisiefilm, 1966) - The Cheshire Cat (Stem)
- A Man Called Adam (1966) - Adam Johnson
- The Wild Wild West (televisieserie) - Jeremiah (afl. The Night of the Returning Dead, 1966)
- The Sammy Davis Jr. Show (televisieserie) - Presentator (1966)
- The Danny Thomas Hour (televisieserie) - Chris Christiansen (afl. The Enemy, 1967)
- Salt and Pepper (1968) - Charles Salt
- The Mod Squad (televisieserie) - Father John Banks (afl. Keep the Faith, Baby, 1969)
- Rowan & Martin's Laugh-In (televisieserie) - Gast/verscheidene rollen (afl. onbekend, 1968-1969)
- Sweet Charity (1969) - Big Daddy Brubeck
- The Pigeon (televisiefilm, 1969) - Larry Miller
- The Beverly Hillbillies (televisieserie) - Sgt. Patrick Muldoon (afl. Manhattan Hillbillies, 1969)
- The Mod Squad (televisieserie) - Billy (afl. Survival House, 1970)
- One More Time (1970) - Charles Salt
- The Mod Squad (televisieserie) - Rol onbekend (afl. The Song of Willie, 1970)
- The Name of the Game (televisieserie) - Billy Baker (afl. I Love You, Billy Baker: Part 1 & 2, 1970)
- The Trackers (televisiefilm, 1971) - Ezekiel Smith
- Elvis: That's the Way It Is (cameo-optreden, 1970)
- Diamonds Are Forever (1971) - Casinospeler (verwijderde scènes)
- The Courtship of Eddie's Father (televisieserie) - Rodney River Jr. (afl. A Little Help from My Friend, 1972)
- All in the Family (televisieserie) - Zichzelf (afl. Sammy's Visit, 1972)
- Poor Devil (televisiefilm, 1973) - Sammy
- Gone with the West (1975) - Kid Dandy
- Sammy and Company (televisieserie) - Presentator (Episode 1 augustus 1975)
- Charlie's Angels (televisieserie) - Zichzelf (afl. The Sammy Davis Jr. Kidnap Caper, 1977)
- Sammy Stops the World (1978) - Littlechap
- One Life to Live (televisieserie) - Chip Warren (afl. onbekend, 1979-1980)
- Archie Bunker's Place (televisieserie) - Zichzelf (afl. The Return of Sammy, 1980)
- Sanford (televisieserie) - Zichzelf (afl. Dinner at George's, 1980, niet op aftiteling)|The Benefit, 1980)
- Sammy Davis Jr.: The Golden Years (televisiefilm, 1980) - Rol onbekend
- The Cannonball Run (1981) - Morris Fenderbaum
- Heidi's Song (televisiefilm, 1982) - Head Ratte (Stem)
- Fantasy Island (televisieserie) - Edward Ross, Sr. (afl. Edward/The Extraordinary Miss Jones, 1983)
- Cracking Up (1983) - Mr. Billings
- Broadway Danny Rose (1984) - Thanksgiving Parade's Grand Marshall
- Fantasy Island (televisieserie) - Mr. Bojangles (afl. Bojangles and the Dancer/Deuces Are Wild, 1984)
- The Jeffersons (televisieserie) - Zichzelf (afl. What Makes Sammy Run?, 1984)
- Cannonball Run II (1984) - Morris Fenderbaum
- Pryor's Place (televisieserie) - Smooth Sam (afl. To Catch a Little Thief, 1984)
- Alice in Wonderland (televisiefilm, 1985) - The Caterpillar/'Father William'
- Knights of the City (1986) - Rol onbekend (Scènes verwijderd)
- The Perils of P.K. (1986) - Rol onbekend
- Moon over Parador (1988) - Zichzelf (Niet op aftiteling)
- The Cosby Show (televisieserie) - Ray Palomino (afl. No Way, Baby, 1989)
- Tap (1989) - Little Mo
- Hunter (televisieserie) - Benny Schafer (afl. Ring of Horror, 1989)
- The Kid Who Loved Christmas (televisiefilm, 1990) - Sideman

## Autobiografieën
- Yes I Can (met Burt and Jane Boyar) (1965) ISBN 0-374-52268-5
- Hollywood in a Suitcase (1980), ISBN 0-425-05091-2
- Why Me? (met Burt and Jane Boyar) (1989) ISBN 0-446-36025-2
- Sammy (met Burt and Jane Boyar) (2000) ISBN 0-374-29355-4, waarin opgenomen de twee eerdere boeken en extra materiaal.

## NPO Radio 2 Top 2000
| Nummers met noteringen in de NPO Radio 2 Top 2000 | '99  | '00  | '01-'03 | '04  | '05  | '06  | '07  | '08  | '09  | '10  | '11 | '12 | '13 | '14  | '15  | '16  | '17  | '18  | '19  | '20  | '21  | '22  |
| ------------------------------------------------- | ---- | ---- | ------- | ---- | ---- | ---- | ---- | ---- | ---- | ---- | --- | --- | --- | ---- | ---- | ---- | ---- | ---- | ---- | ---- | ---- | ---- |
| Baretta's Theme                                   | 1691 | 1703 | -       | -    | -    | -    | -    | -    | -    | -    | -   | -   | -   | -    | -    | -    | -    | -    | -    | -    | -    | -    |
| Mr. Bojangles                                     | 1696 | -    | -       | 1209 | 1235 | 1107 | 1428 | 1483 | 1093 | 1007 | 728 | 972 | 978 | 1016 | 1217 | 1337 | 1284 | 1472 | 1670 | 1512 | 1648 | 1966 |
| The Candy Man                                     | 1970 | -    | -       | -    | -    | -    | -    | -    | -    | -    | -   | -   | -   | -    | -    | -    | -    | -    | -    | -    | -    | -    |

1. ↑  Een '-' betekent dat het nummer niet was genoteerd en een vetgedrukt getal geeft de hoogste notering van een nummer aan.
2. ↑  Deze tabel is bijgewerkt tot en met de laatste editie (2024).

- Bibsys: 2044729
- Biblioteca Nacional de Chile: 000818874
- Biblioteca Nacional de España: XX1224872
- Bibliothèque nationale de France: cb121451823 (data)
- CiNii: DA10717952
- Gemeinsame Normdatei: 118885561
- International Standard Name Identifier: 0000 0001 2280 0760
- Library of Congress Control Number: n80040663
- MusicBrainz: 4bc9e8c3-7eae-454f-a56c-bccf96f3926b
- National Archives and Records Administration: 10580637
- Bibliotheek van het Japanse parlement: 00437380
- Nationale Bibliotheek van Tsjechië: ola2002157325
- Nationale bibliotheek van Australië: 41592488
- Nationale Bibliotheek van Israël: 987007260258605171
- Nationale Bibliotheek van Polen: a0000002834840
- Nationale en Universitaire bibliotheek Zagreb: 000124838
- Nederlandse Thesaurus van Auteursnamen: 068874391
- Réseau des bibliothèques de Suisse occidentale: 02-A012361665
- Istituto Centrale per il Catalogo Unico: DDSV002513
- LIBRIS: 352143
- SNAC: w67n10bd
- Système universitaire de documentation: 02993074X
- Trove: 1455054
- Virtual International Authority File: 54184962
- WorldCat: E39PBJrckDG68bVt37RGhprH4q